# Cynoglossus melampetalus
Cynoglossus melampetalus és un peix teleosti de la família dels cinoglòssids i de l'ordre dels pleuronectiformes que es troba a les costes de la Xina.